# Solpuga matabelena
Espèce
Solpuga matabelena est une espèce de solifuges de la famille des Solpugidae.

## Distribution
Cette espèce est endémique du Zimbabwe.

## Description
La femelle holotype mesure 45 mm

## Étymologie
Son nom d'espèce lui a été donné en référence au lieu de sa découverte, le Matabeleland.

## Publication originale
- Chamberlin, 1925 : Diagnoses of new American Arachnida. Bulletin of the Museum of Comparative Zoology, vol. 67, p. 211-248 (texte intégral).